# Eva Wallin
Eva Ingeborg Wallin, född Claeson 29 januari 1967 i Göteborg (Tynnered), är en svensk politiker (kristdemokrat), som var riksdagsledamot (tjänstgörande ersättare för Roland Utbult) 8 mars–22 maj 2016 för Västra Götalands läns västra valkrets.
I riksdagen var hon extra suppleant i kulturutskottet.